# Mons (Hérault)

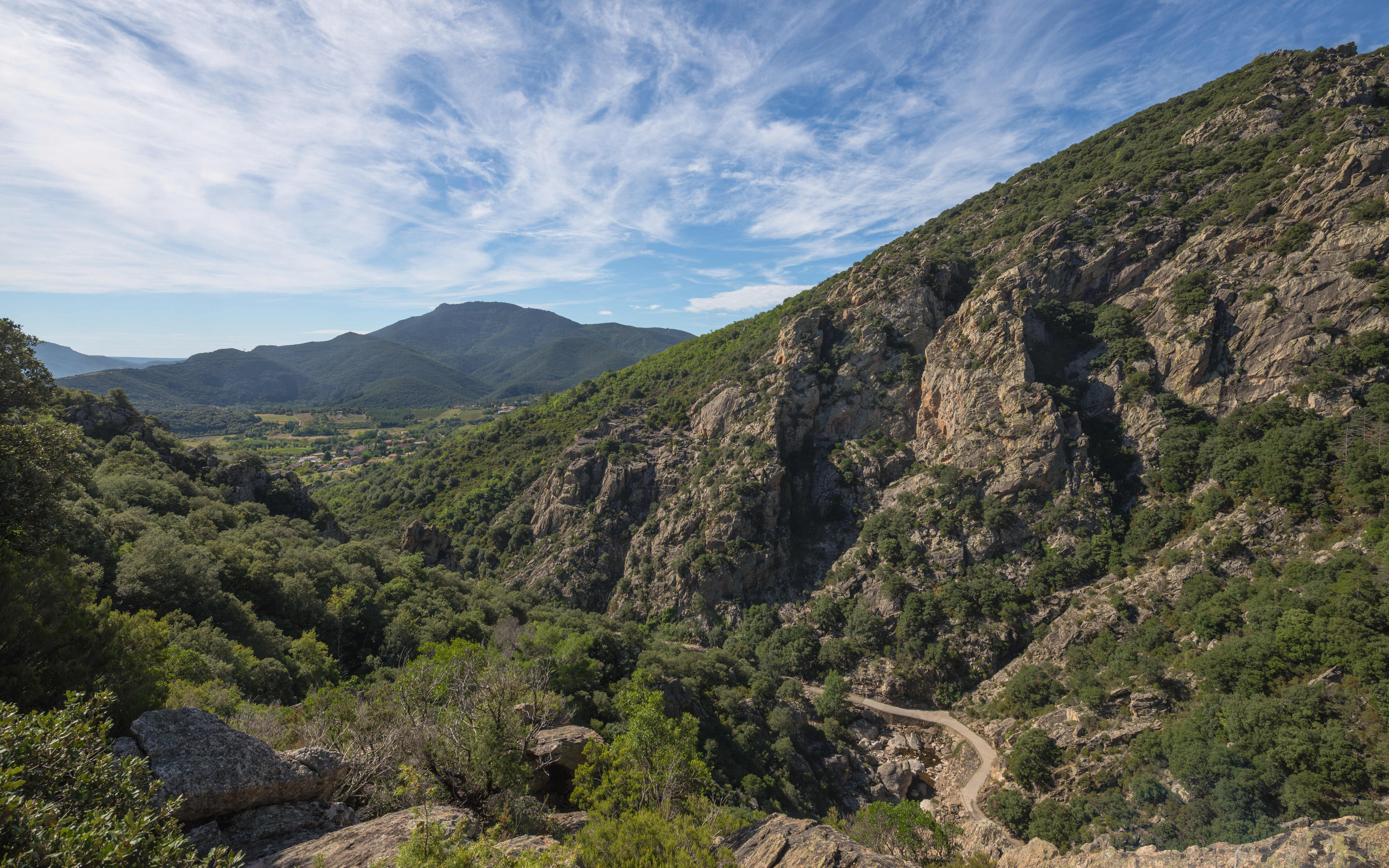

Mons – miejscowość i gmina we Francji, w regionie Oksytania, w departamencie Hérault.
Według danych na rok 1990 gminę zamieszkiwało 519 osób, a gęstość zaludnienia wynosiła 23 osoby/km² (wśród 1545 gmin Langwedocji-Roussillon Mons plasuje się na 508. miejscu pod względem liczby ludności, natomiast pod względem powierzchni na miejscu 322.).